# Шаламовский дом

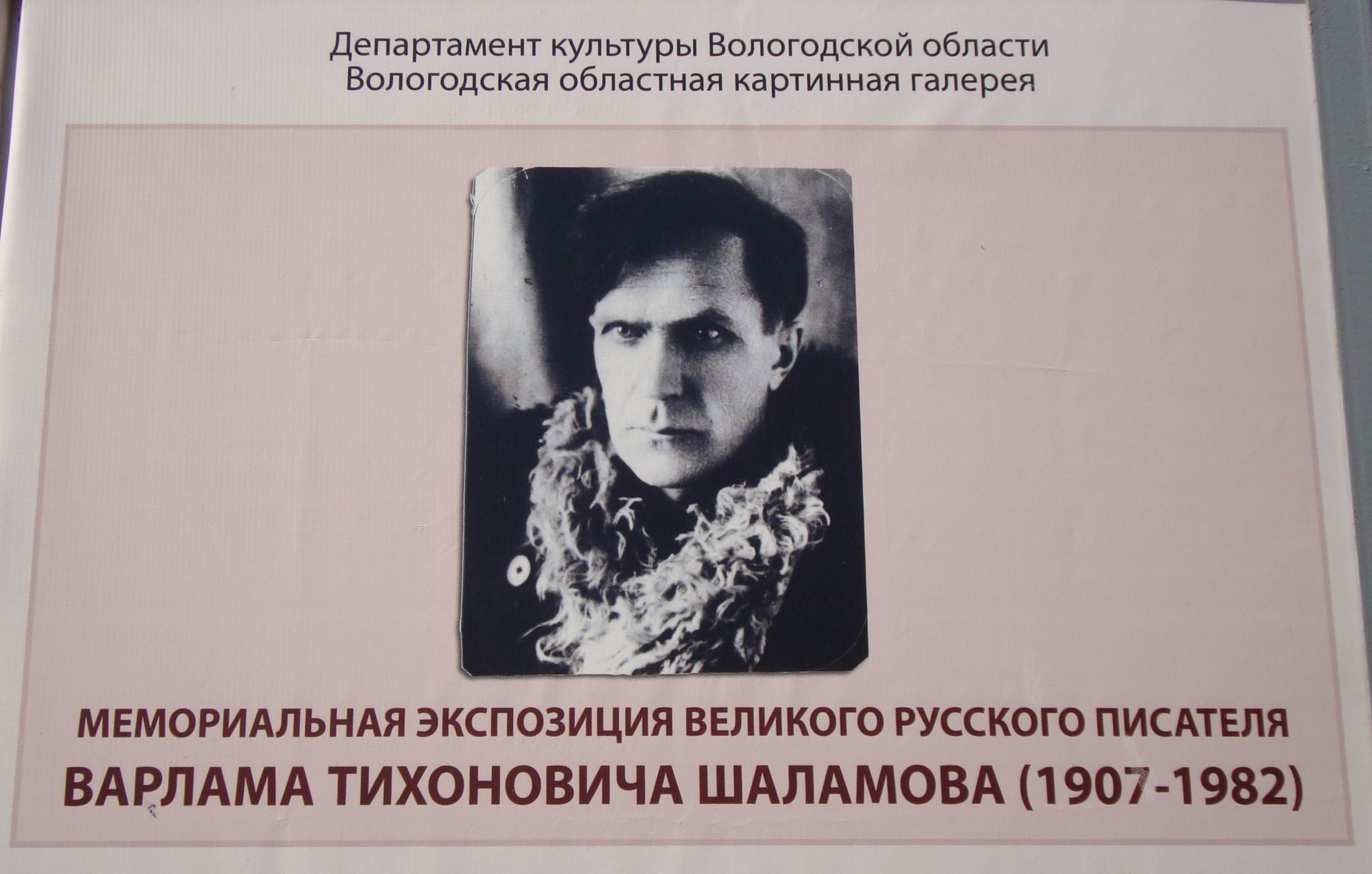

Шаламовский дом — двухэтажный особняк в Вологде на улице Сергея Орлова дом №15 за Софийским собором, построен в конце XVIII века. Изначально принадлежал Вологодской епархии и использовался как жилое помещение для служителей Софийского собора. В этом доме 18 июня (5 июня) 1907 года в семье священника Тихона Николаевича Шаламова родился писатель Варлам Шаламов, живший здесь до октября 1924 года.
В 1990 году при входе в здание была установлена мемориальная доска. Её автор — Федот Сучков, московский скульптор, друг Варлама Шаламова.

## Музей
В настоящее время в доме находится мемориальный музей В.Т. Шаламова (1907—1982), открытый в 1991 году на первом этаже в южном крыле здания, где жила семья Шаламовых. Одновременно с музеем в доме располагается один из выставочных залов Вологодской областной картинной галереи. С момента открытия музея дом стал местом паломничества всех, кому дорого литературное наследие Шаламова.
Экспозиция музея включает в себя документы эпохи, публикации автора, его личные вещи — полевую сумку и часы, переданные музею Ириной Павловной Сиротинской. А символом музея стала лиственница, доставленная с Колымы. В 2008 году фонд музея пополнился единственным прижизненным портретом В.Т. Шаламова, который экспонируется в Вологодской областной картинной галерее.
Каждый год в музее проводятся литературные вечера, 18 июня в день рождения писателя и 17 января в день памяти.